# Nagyhegyes
Nagyhegyes é um município da Hungria, situado no condado de Hajdú-Bihar. Tem 132,77 km² de área e sua população em 2015 foi estimada em 2.714 habitantes.